# Foot Ball Club Torino 1922-1923
Questa voce raccoglie le informazioni riguardanti il Foot Ball Club Torino nelle competizioni ufficiali della stagione 1922-1923.

## Rosa
| N. |                     | Ruolo | Calciatore            |
| -- | ------------------- | ----- | --------------------- |
|    | Italia (bandiera)   | D     | Giuseppe Aliberti     |
|    | Svizzera (bandiera) | D     | Enrico Bachmann I (c) |
|    | Italia (bandiera)   | C     | Felice Berardo II     |
|    | Italia (bandiera)   | A     | Giuseppe Calvi        |
|    | Italia (bandiera)   | A     | Aldo Falchi           |
|    | Italia (bandiera)   | C     | Luigi Greppi          |
|    | Italia (bandiera)   | A     | Antonio Janni         |
|    | Italia (bandiera)   | C     | Piero Martin I        |

| N. |                   | Ruolo | Calciatore           |
| -- | ----------------- | ----- | -------------------- |
|    | Italia (bandiera) | D     | Cesare Martin II     |
|    | Italia (bandiera) | A     | Dario Martin III     |
|    | Italia (bandiera) | D     | Francesco Morando II |
|    | Italia (bandiera) | C     | Eugenio Mosso III    |
|    | Italia (bandiera) | C     | Giulio Mosso IV      |
|    | Italia (bandiera) |       | Reynaudo             |
|    | Italia (bandiera) | P     | Valerio Terzi        |
|    | Italia (bandiera) | D     | Attilio Valobra II   |

## Risultati

### Prima Divisione

#### Girone A

##### Girone di andata
| Arbitro: | Venegoni (Legnano) |

|                             |           |  |
| Martin III 15’ Mosso IV 25’ | Marcatori |  |

| Arbitro: | Sanguineti (Genova) |

|                   |           |           |
| Boglietti III 30’ | Marcatori | 61’ Janni |

| Arbitro: | Sessa (Milano) |

|  |           |                        |
|  | Marcatori | 8’ Falchi 63’ Mosso IV |

| Arbitro: | Olivari (Genova) |

|                                   |           |                |
| Guerucci 60’ (rig.) Guerrieri 82’ | Marcatori | 50’ Martin III |

| Arbitro: | Dani (Genova) |

|                                                                    |           |  |
| Calvi 6’, 11’ Janni 16’ Bachmann I 20’ Aliberti 22’ Martin III 68’ | Marcatori |  |

| Arbitro: | ? Crivelli (Milano) |

|  |           |                |
|  | Marcatori | 35’ Martin III |

| Arbitro: | Olivari (Genova) |

|                                |           |  |
| Martin III 30’, 52’ Greppi 61’ | Marcatori |  |

| Arbitro: | Rangone (Alessandria) |

|             |           |  |
| Bussich 38’ | Marcatori |  |

| Arbitro: | Piazza (Milano) |

|           |           |  |
| Calvi 75’ | Marcatori |  |

| Arbitro: | Bertazzoni (Modena) |

|  |           |                          |
|  | Marcatori | 7’ Mosso IV 34’ Reynaudo |

| Arbitro: | Vagge (Genova) |

|                |           |           |
| Martin III 57’ | Marcatori | 76’ Porta |

##### Girone di ritorno
| Arbitro: | Vagge (Genova) |

|                          |           |            |
| Ardissone II 42’ Gay 59’ | Marcatori | 82’ Falchi |

| Arbitro: | Sanguineti (Genova) |

|                                                                |           |  |
| Aliberti 29’ Martin III 36’, 49’, 54’ Bachmann I 63’ Janni 77’ | Marcatori |  |

| Arbitro: | Guiot (Milano) |

|                                                                     |           |  |
| Martin I 4’ Janni 13’, 69’, 28’, 29’ Falchi 32’ Martin III 41’, 50’ | Marcatori |  |

| Arbitro: | Dani (Genova) |

|                                                                               |           |             |
| Janni 9’ Falchi 26’ Mosso IV 30’, 44’ Guerucci 60’ (aut.) Giuntoli 65’ (aut.) | Marcatori | 5’ Corsetti |

| Arbitro: | Pasquinelli (Bologna) |

|                           |           |                      |
| Cevenini IV 28’ Conti 47’ | Marcatori | 55’ Janni 65’ Falchi |

| Arbitro: | Vagge (Genova) |

|                                            |           |  |
| Martin III 17’ Mosso III 53’ Martin II 74’ | Marcatori |  |

| Mantova 1º aprile 1923 18ª giornata | Mantova         | 0 – 2 A tav. | Torino | Campo Ippodromo Te\| Arbitro: \| Grossi (Milano) \| |
| Arbitro:                            | Grossi (Milano) |              |        |                                                     |

| Arbitro: | Venegoni (Legnano) |

|                      |           |  |
| Janni 64’ Falchi 70’ | Marcatori |  |

| Arbitro: | Zennaro (Genova) |

|                                                                            |           |  |
| Janni 9’, 50’ Martin I 65’, 81’ Calvi 68’, 74’ Martin III 75’ Aliberti 90’ | Marcatori |  |

| Arbitro: | G. Crivelli Jr. (Milano) |

|             |           |  |
| Morandi 30’ | Marcatori |  |

| Arbitro: | Sanguineti (Genova) |

|              |           |            |
| Sartorio 40’ | Marcatori | 89’ Falchi |

## Statistiche

### Statistiche di squadra
| Competizione    | Punti | In casa | In casa | In casa | In casa | In casa | In casa | In trasferta | In trasferta | In trasferta | In trasferta | In trasferta | In trasferta | Totale | Totale | Totale | Totale | Totale | Totale | DR  |
| Competizione    | Punti | G       | V       | N       | P       | Gf      | Gs      | G            | V            | N            | P            | Gf           | Gs           | G      | V      | N      | P      | Gf     | Gs     | DR  |
| --------------- | ----- | ------- | ------- | ------- | ------- | ------- | ------- | ------------ | ------------ | ------------ | ------------ | ------------ | ------------ | ------ | ------ | ------ | ------ | ------ | ------ | --- |
| Prima Divisione | 32    | 11      | 10      | 1       | 0       | 46      | 2       | 11           | 4            | 3            | 4            | 13           | 10           | 22     | 14     | 4      | 4      | 59     | 12     | +47 |

### Statistiche dei giocatori
| Giocatore     | Prima Divisione | Prima Divisione |
| Giocatore     | Presenze        | Reti            |
| ------------- | --------------- | --------------- |
| G. Aliberti   | 21              | 3               |
| E. Bachmann I | 22              | 2               |
| F. Berardo II | 1               | 0               |
| G. Calvi      | 16              | 5               |
| A. Falchi     | 22              | 7               |
| ?. Greppi     | 1               | 1               |
| A. Janni      | 22              | 12              |
| C. Martin II  | 22              | 1               |
| D. Martin III | 21              | 14              |
| P. Martin I   | 22              | 3               |
| F. Morando II | 22              | 0               |
| E. Mosso III  | 5               | 1               |
| G. Mosso IV   | 13              | 5               |
| ?. Reynaudo   | 1               | 1               |
| V. Terzi      | 22              | -12             |
| A. Valobra    | 9               | 0               |